# وایت ارت، مینیسوتا
وایت ارت (به انگلیسی: White Earth) یک منطقهٔ مسکونی در ایالات متحده آمریکا است که در شهرستان بکر، مینه‌سوتا واقع شده‌است. وایت ارت ۵۸۰ نفر جمعیت دارد و ۴۶۶٫۹۶ متر بالاتر از سطح دریا واقع شده‌است.